# Adressbuch von Österreich für Industrie, Handel, Gewerbe und Landwirtschaft
Das Adressbuch von Österreich für Industrie, Handel, Gewerbe und Landwirtschaft ist ein Verzeichnis aller Betriebe Österreichs.
Das Adressbuch wurde von der Herold Vereinigte Anzeigen-Gesellschaft m.b.H. (heute: Herold Business Data) herausgegeben und enthielt, nach Bundesländern und Orten sortiert, eine Übersicht über aller Betriebe, wobei die protokollierten Betriebe gesondert ausgewiesen waren. Zusätzlich sind zu jedem Ort geografische und formale Angaben wie politische und postalische Zugehörigkeit angeführt, womit das Adressbuch auch als Ortslexikon verwendet werden kann. Das Adressbuch enthält zwar keine Adressen im heutigen Sinn, bietet aber dennoch eine Übersicht über die wirtschaftlichen Betätigungen der jeweiligen Zeit.

## Aufbau
Das Adressbuch besteht aus folgenden Teilen:
- Verfassung und Verwaltung
- Ortsregister (für ganz Österreich)
- pro Bundesland:
  - Verwaltung
  - Statistik
  - Protokollierte Firmen (nach Gemeinden)
  - Gemeindeverzeichnis (mit Übersicht und Branchen)
  - in Wien: Verzeichnisse für Branchen
- Branchenverzeichnis (für ganz Österreich)
- Register

## Ausgaben
Das Adressbuch erschien zwischen 1924 (1. Ausgabe) und 1938 (12. Ausgabe) und danach noch zwischen 1950 und 1954. Von 1955 bis 1974 wurde es als Adressbuch von Österreich für Industrie, Handel, Gewerbe ausgegeben und zwischen 1975 und 1988 als Adressbuch Österreich: für Industrie, Handel, Gewerbe, Ämter, Behörden mit Telefonnummern. Neben der österreichweiten Ausgabe erschienen auch Ausgaben für die einzelnen Bundesländer. Seit 1991 wird diese Information unter dem Begriff der Gelben Seiten zur Verfügung gestellt.

## Findbuch
Der Nationalfonds der Republik Österreich für Opfer des Nationalsozialismus stellt die 12. Ausgabe des Adressbuchs als Zeitdokument Österreichs vor der Auslöschung der I. Republik für historische Recherchen online zur Verfügung.